# From the Vault
From the Vault — seria limitowanych dodatków do kolekcjonerskiej gry karcianej Magic: the Gathering wydawana w latach 2008–2017. Każdy z dodatków stanowił zestaw kilkanastu kart wydanych w poprzednich edycjach, wydrukowanych na holograficznej folii.
W 2018 roku ogłoszono zastąpienie From the Vault serią Signature Spellbook.

## Charakterystyka
Dodatki w serii wydawane były jako zestawy kilkunastu pojedynczych, często drogich i pożądanych przez graczy kart. Wszystkie karty wydawane w dodatkach z serii pokryte były folią, grubszą i o znacznie mocniejszym odbłysku niż te drukowane w innych dodatkach; wiele z nich otrzymało również nowe, unikatowe ilustracje. Do każdego zestawu dołączone były również poradnik dla kolekcjonerów oraz pozwalająca na liczenie punktów życia gracza dwudziestościenna kostka do gry (ang. spindown die) z logiem dodatku.

### Tematyka dodatków
Każdy z dodatków posiadał pewien motyw przewodni, którym powiązane były ze sobą zawarte w nich karty.
- From the Vault: Dragons, wydany w sierpniu 2008 roku, zawierał karty przedstawiające smoki[4].
- From the Vault: Exiled, wydany w 2009, zawierał karty, których użycie w którymś z formatów gry turniejowej było podówczas lub uprzednio zakazane bądź ograniczone do jednej sztuki na talię[2].
- From the Vault: Relics, wydany w 2010, zawierał karty artefaktów (ang. artifacts)[2].
- From the Vault: Legends, wydany w 2011, zawierał karty legendarnych stworów (ang. legendary creature)[2].
- From the Vault: Realms, wydany w 2012, zawierał karty lądów (ang. lands)[2].
- From the Vault: Twenty, wydany w 2013, stanowił upamiętnienie 20 lat istnienia gry. W zestawie zawarte było dwadzieścia kart, z których każda obecna była w zwycięskiej talii jednego z turniejów gry. Talie te opisane zostały w dodatku dla kolekcjonerów[2][3].
- From the Vault: Annihilation, wydany w 2014, zawierał karty typu board wipe, tj. posiadające umiejętność masowego usunięcia innych kart z pola bitwy (ang. battlefield), głównego obszaru gry[3].
- From the Vault: Angels, wydany w 2015, zawierał karty przedstawiające anioły[3].
- From the Vault: Lore, wydany w 2016, zawierał karty, z których każda przedstawiała istotny moment fabuły gry[3].
- From the Vault: Transform, wydany w 2017, zawierał zadrukowane obustronnie karty (ang. double-faced cards) wykorzystujące mechaniki transform oraz meld pozwalające na korzystanie z obu stron kart w trakcie gry[3].

## Kontrowersje
Dodatek From the Vault: Relics zawierał cztery karty z tzw. reserved list, listy kart, których wydawca gry Wizards of the Coast zobowiązał się nie drukować ponownie ze względu na wysoką wartość kolekcjonerską. Było to możliwe, ponieważ w zasadach listy znajdował się zapis, że karty na niej mogą być przedrukowywane w produktach „premium”. Ze względu na negatywny odbiór ze strony graczy, zapis ten później zniesiono.
Karta Dryad Arbor wydrukowana została w dodatku From the Vault: Realms z dużym zielonym symbolem upodabniającym ją do karty Forest, jednej z pięciu podstawowych kart basic land w grze. Podczas turnieju Grand Prix Lyon w 2018 doszło do incydentu, w którym gracz przeoczył tę kartę wśród pozostałych na polu bitwy przeciwnika, co zmusiło Wizards of the Coast do zmiany zasad turniejowych.